# Detlef Franke (Eishockeyspieler)
Detlef Franke (* 27. September 1958 in Iserlohn) ist ein ehemaliger deutscher Eishockeytorwart, der unter anderem für den EC Deilinghofen bzw. ECD Iserlohn in der Bundesliga aktiv war.

## Karriere
Detlef Franke spielte in der Jugend beim EC Deilinghofen (ECD), bevor er im Seniorenbereich ab 1975 zunächst beim ERC Westfalen Dortmund in der Oberliga Spielpraxis sammelte. Ab der Saison 1978/79 gehörte er zur Bundesliga-Mannschaft des ECD. Dort war er zwei Jahre lang der Vertreter des Stammtorhüters Sigmund Suttner. Nach dem Abstieg in die 2. Bundesliga teilte er sich die Rolle des Back-ups hinter Čestmír Fous in der Spielzeit 1980/81 mit Bernhard Haider und Klaus Twelker. In der Saison 1983/84 absolvierte er 19 Spiele für die ESG Kassel.

## Familie
Detlef Franke ist der Sohn von Hanskarl Franke (1921–2012), der die Volksschule in Deilinghofen leitete und auf Initiative ehemaliger Schüler am 28. Februar 1959 die Gründungsversammlung des EC Deilinghofen organisierte.